# Gershom Scholem
Gershom Scholem (hebrejsky גרשם שלום, Geršom Šalom, rodným jménem Gerhard Scholem; 5. prosince 1897 – 21. února 1982) byl izraelský filosof a historik původem z Německa. Je považován za zakladatele moderního akademického studia kabaly a stal se prvním profesorem židovského mysticismu na Hebrejské univerzitě v Jeruzalémě. V letech 1968 až 1974 byl prezidentem Izraelské akademie věd a klasického vzdělávání.
Je znám pro svou sbírku přednášek Major Trends in Jewish Mysticism z roku 1941 a biografii Sabbatai Zevi, the Mystical Messiah z roku 1973. Jeho shromážděné spisy a eseje, publikované roku 1965 v knize On Kabbalah and its Symbolism, měly velký vliv na povědomí o židovském mysticismu mezi osobami nežidovského původu.

## Biografie

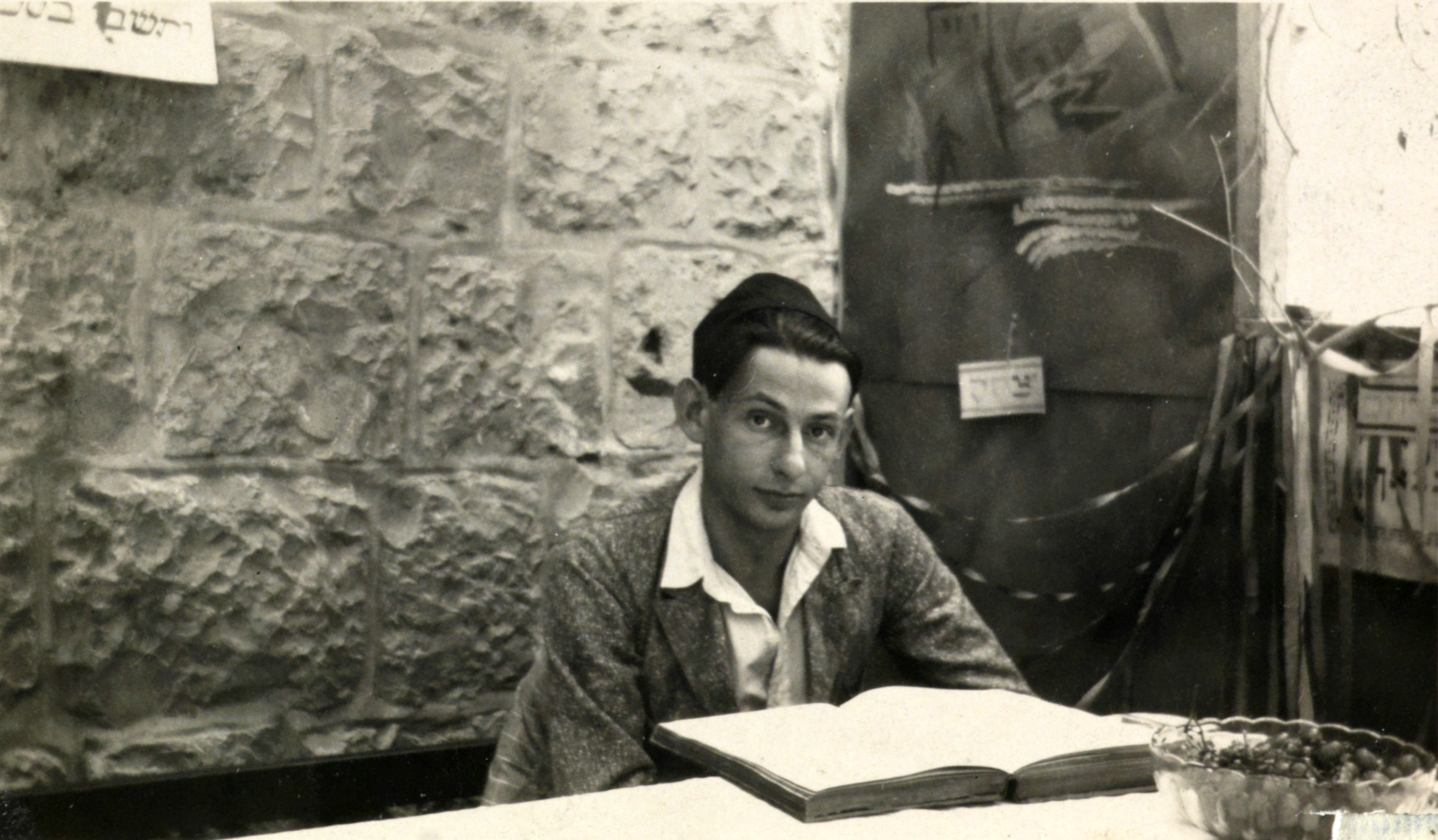
Scholem v roce 1925

Narodil se v Berlíně do asimilované židovské rodiny Arthura Scholema a Betty Hirschové Scholemové jako nejmladší ze čtyř synů. Proti jeho zájmu o judaismus se rázně postavil jeho otec, který byl tiskařem, avšak díky matčině zásahu mu bylo dovoleno studovat hebrejštinu a Talmud s ortodoxním rabínem.
V roce 1915 se v Mnichově setkal s Walterem Benjaminem (Scholemovi bylo sedmnáct a Benjaminovi dvacet tři), kde tehdy začalo jejich dlouholeté přátelství, které skončilo až Benjaminovou sebevraždou v roce 1940. Později Scholem nastoupil ke studiu na Humboldtově univerzitě v Berlíně, kde studoval matematiku, filosofii a hebrejštinu, a kde se seznámil s Martinem Buberem, Šmu'elem Josefem Agnonem, Chajimem Nachmanem Bialikem, Achadem ha-Amem a Zalmanem Rubašovem (později byl znám jako Zalman Šazar). Posléze studoval matematickou logiku na univerzitě v Jeně pod vedením Gottloba Fregeho. V roce 1918 se v Bernu seznámil se svou budoucí první manželkou Elsou Burckhardtovou. Následujícího roku se vrátil do Německa, kde získal doktorát ze semitských jazyků na univerzitě Ludwiga-Maximiliana v Mnichově. Společně s Benjaminem založili fiktivní univerzitu Muri.
Svoji dizertační práci sepsal na téma nejstaršího známého kabalistického textu Sefer ha-Bahir. Vtažen sionismem a ovlivněn Buberem, emigroval v roce 1923 do britské mandátní Palestiny, kde se věnoval studiu židovského mysticismu a pracoval z kraje jako knihovník. Po svém příchodu si hebraizoval jméno na Geršom Scholem. Postupně se stal vedoucím oddělení hebrejské a židovské literatury v Národní knihovně a v roce 1925 začal přednášet na Hebrejské univerzitě v Jeruzalémě.
Kabalu a židovský mysticismus vyučoval z vědeckého úhlu pohledu a v roce 1933 se stal prvním profesorem židovského mysticismu na univerzitě a tento post zastával až do svého odchodu do penze v roce 1965, kdy byl emeritován. V roce 1936 se oženil se svou druhou ženou Faniou Freudovou.
Jeho bratr Werner byl členem ultralevicové Fischer-Maslowovy skupiny a nejmladším členem Reichstagu, kde zastupoval Komunistickou stranu. Ze strany byl nakonec vyloučen a později zavražděn nacisty v koncentračním táboře Buchenwald. Na rozdíl od svého bratra byl Scholem rezolutním odpůrcem komunismu a marxismu.
Zemřel v Jeruzalémě, kde je pohřben vedle své ženy ve čtvrti Sanhedrija. Smuteční projev na jeho pohřbu pronesl Jürgen Habermas.

## Ocenění
- V roce 1958 byla Scholemovi udělena Izraelská cena za židovská studia.[5]
- V roce 1962 byl zvolen viceprezidentem a v roce 1968 prezidentem Izraelské akademie věd a klasického vzdělávání (v této funkci působil až do roku 1974).[6]
- V roce 1969 mu bylo uděleno ocenění Jakur Jerušalajim.[7]
- V roce 1977 mu byla za židovské myšlení udělena Bialikova cena.[8]

## Dílo
Níže je uvedený seznam vybraných děl v angličtině:
- Major Trends in Jewish Mysticism, 1941
- Jewish Gnosticism, Merkabah Mysticism, and the Talmudic Tradition, 1960
- Arendt and Scholem, „Eichmann in Jerusalem: Exchange of Letters between Gershom Scholem and Hannah Arendt“, v časopisu Encounter, 22/1, 1964
- The Messianic Idea in Judaism and other Essays on Jewish Spirituality, přeloženo 1971
- Sabbatai Sevi: The Mystical Messiah, 1973
- From Berlin to Jerusalem: Memories of My Youth, přeložil Harry Zohn, 1980.
- Kabbalah, Meridian 1974, Plume Books 1987 reissue: ISBN 0-452-01007-1
- Walter Benjamin: the Story of a Friendship, přeložil Harry Zohn. New York: Schocken Books, 1981.
- Origins of the Kabbalah, JPS, 1987 reissue: ISBN 0-691-02047-7
- On the Mystical Shape of the Godhead: Basic Concepts in the Kabbalah, 1997
- The Fullness of Time: Poems, přeložil Richard Sieburth
- On Jews and Judaism in Crisis: Selected Essays
- On the Kabbalah and Its Symbolism
- Tselem: The Representation of the Astral Body, přeložil Scott J. Thompson, 1987
- Zohar — The Book of Splendor: Basic Readings from the Kabbalah